# Werner Kofler
Werner Kofler (* 23. Juli 1947 in Villach, Kärnten; † 8. Dezember 2011 in Wien) war ein österreichischer Schriftsteller.

## Leben
Werner Kofler war der Sohn eines Kaufmanns. Eine Ausbildung zum Lehrer an der Lehrerbildungsanstalt in Klagenfurt brach er nach vier Jahren ab und ging auf Reisen. Anschließend übte er verschiedene Tätigkeiten aus. Ab 1963 war er literarisch tätig; seit 1968 lebte er als Schriftsteller in seiner Wahlheimat Wien, mischte sich aber weiterhin in die politischen Geschehnisse in Kärnten ein.
Kofler verlegte sich nach frühen ausgesprochen poetischen Werken in der Hauptsache auf Prosawerke, in denen er die Techniken der Collage und Montage als Mittel der Sprach- und Gesellschaftskritik einsetzte. Der Autor war nicht zuletzt wegen seiner an Thomas Bernhard erinnernden Beschimpfungen bekannt, die sich häufig gegen den von Kofler vehement abgelehnten Realismus österreichischer Schriftstellerkollegen richteten.
Kofler war Mitglied der Grazer Autorenversammlung und der IG Autorinnen Autoren.

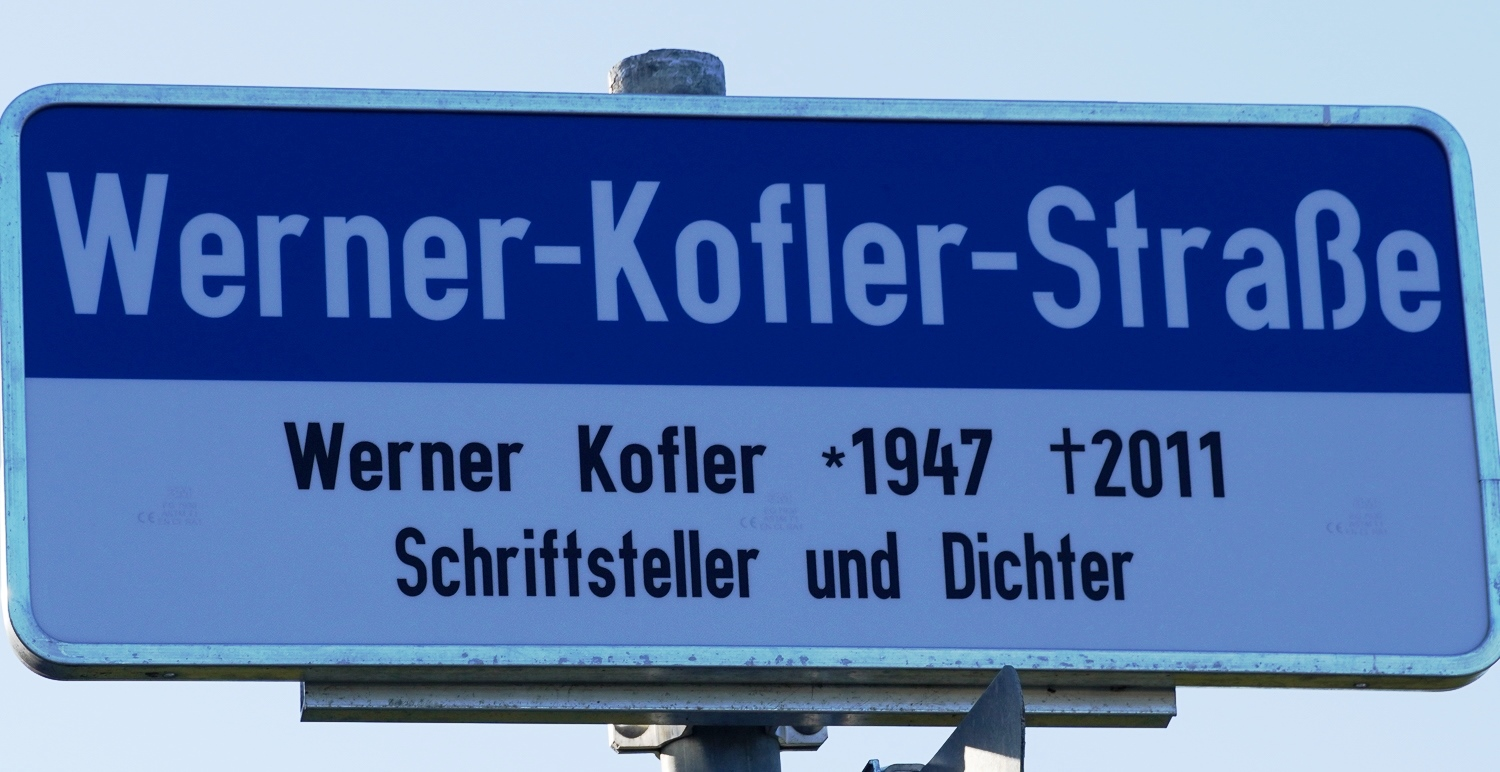
Straßenschild in Villach St. Martin

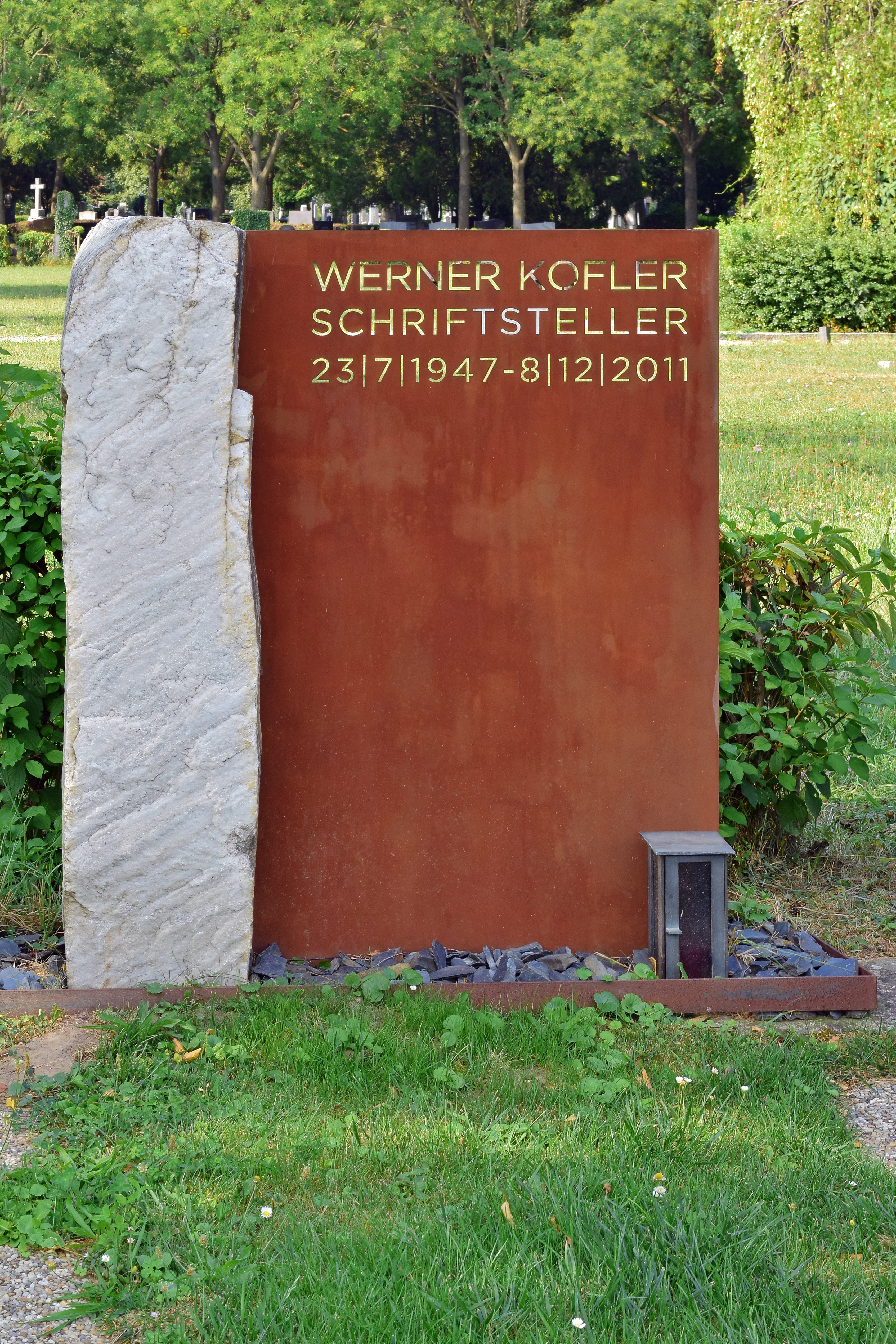
Werner Koflers Grab am Wiener Zentralfriedhof

Kofler wurde in einem ehrenhalber gewidmeten Grab auf dem Wiener Zentralfriedhof (Gruppe 40, Nr. 70) bestattet.

## Auszeichnungen und Ehrungen
- 1976 Theodor-Körner-Preis
- 1978 Andreas-Reischek-Preis
- 1980 Förderungspreis der Stadt Wien für Literatur
- 1981 Literaturförderpreis der Freien Hansestadt Bremen
- 1983 Prix Futura Berlin
- 1990 Österreichischer Würdigungspreis für Literatur
- 1991 Literaturpreis der Stadt Wien
- 1992 Kulturpreis der Stadt Villach
- 1996 Arno-Schmidt-Stipendium
- 2001 Peter-Rosegger-Literaturpreis
- 2004 Buch.Preis
- 2008 Österreichisches Ehrenkreuz für Wissenschaft und Kunst I. Klasse

## Werke
- Analo und andere Comics, Verlag Jugend und Volk, Wien u. a. 1973 (zusammen mit Friedrich Aigner) ISBN 3-7141-6695-5.
- Örtliche Verhältnisse, Rainer Verlag, Berlin 1973
- Guggile: vom Bravsein und vom Schweinigeln, Verlag Klaus Wagenbach, Berlin 1975, ISBN 3-8031-0072-0.
- Ida H.: Eine Krankengeschichte. Verlag Klaus Wagenbach, Berlin 1978, ISBN 3-8031-0093-3.
- Aus der Wildnis. Zwei Fragmente. Verlag Klaus Wagenbach, Berlin 1980, ISBN 3-8031-0108-5.
- Konkurrenz. Szenen aus dem Salzkammergut. Roman. Vienna School of Crime. Wien, Berlin, Medusa-Verlag 1984, ISBN 3-85446-101-1; sowie: Rowohlt, rororo 124, Reinbek bei Hamburg 1984, ISBN 3-499-12810-1.
- Amok und Harmonie, Prosa. Verlag Klaus Wagenbach, Berlin 1985, ISBN 3-8031-0141-7.
- Am Schreibtisch: Alpensagen, Reisebilder, Racheakte. Rowohlt, Reinbek bei Hamburg 1988, ISBN 3-498-03464-2.
- Hotel Mordschein: Drei Prosastücke. Rowohlt, Reinbek bei Hamburg 1989, ISBN 3-498-03471-5.
- Der Hirt auf dem Felsen: Ein Prosastück. Rowohlt, Reinbek bei Hamburg 1991, ISBN 3-498-03476-6.
- Das große Buch vom kleinen Oliver. Edition Falter im Verlag Franz Deuticke Wien 1991 (zusammen mit Gerhard Haderer), ISBN 3-85463-109-X.
- Herbst, Freiheit: Ein Nachtstück. Rowohlt, Reinbek bei Hamburg 1994, ISBN 3-498-03481-2.
- Wie ich Roberto Cazzola in Triest plötzlich und grundlos drei Ohrfeigen versetzte: Versprengte Texte. Wespennest Wien 1994, ISBN 3-85458-504-7
- Dopo Bernhard / Nach Bernhard, Poodle Press, Köln 1996, ISBN 3-9805225-1-2.
- Üble Nachrede. Furcht und Unruhe, Rowohlt, Reinbek bei Hamburg 1997, ISBN 3-498-03491-X.
- Manker: Eine Invention. Deuticke, Wien u. a. 1999. Über Paulus Manker ISBN 3-216-30434-5.
- Blöde Kaffern, dunkler Erdteil, Sonderzahl Verlag, Wien 1999 (zusammen mit Antonio Fian), ISBN 3-85449-134-4.
- Zerstörung der Schneiderpuppe, eine Festschrift. Poodle Press, Köln 1999, ISBN 3-9805225-2-0.
- Mutmaßungen über die Königin der Nacht / Congetture sulla Regina della notte / Ugibanje o Kraljici noci. Drava Verlag, Klagenfurt/Celovec 2000, ISBN 3-85435-342-1.
- Tanzcafé Treblinka: Geschlossene Gesellschaft. Deuticke Verlag, Wien und Frankfurt am Main 2001, ISBN 3-216-30582-1.
- Kalte Herberge: Ein Bruchstück. Deuticke Verlag, Wien und Frankfurt am Main 2004, ISBN 3-216-30725-5.
- In meinem Gefängnis bin ich selbst der Direktor. Lesebuch, Drava Verlag, Klagenfurt/Celovec 2007, ISBN 978-3-85435-505-2.
- Zu spät – Tiefland, Obsession. Prosa, Sonderzahl Verlag, Wien 2010, ISBN 978-3-85449-338-9.
- Kommentierte Werkausgabe Werner Kofler. Bände 1–3. Hrsg. v. Claudia Dürr, Johann Sonnleitner, Wolfgang Straub. Sonderzahl, Wien 2018, ISBN 978-3-85449-500-0.
- Kommentierte Werkausgabe Werner Kofler. Bände 4 und 5. Hrsg. v. Claudia Dürr, Johann Sonnleitner, Wolfgang Straub. Sonderzahl, Wien 2023, ISBN 978-3-85449-626-7.

## Theateraufführungen
- Zell-Arzberg. Ein Exzess, Koveranstaltung des klagenfurter ensemble, des Robert-Musil-Institut für Literaturforschung / Kärntner Kulturarchiv sowie der ARGEkultur Salzburg in Klagenfurt, Jänner 2022[2]

## Herausgeberschaft
- Das große Buch vom kleinen Oliver, Wien 1991 (zusammen mit Gerhard Haderer)